# Бег у победу
Бег у победу (енгл. Escape to Victory) је амерички спортски ратни филм из 1981. године, режисера Џона Хјустона, у коме главне улоге тумаче Силвестер Сталоне, Мајкл Кејн, Макс фон Сидоу и Пеле. Сценарио су радили Еван Џоунс и Јабо Јаблонски, а заснован је на оригиналној причи Јаба Јаблонског, Ђорђа Милићевића и Џефа Мегвајера.
Филм говори о савезничким ратним заробљеницима који су били заточени у немачком логору током Другог светског рата који играју егзибициону фудбалску утакмицу против немачког тима.
Филм је добио велику пажњу по изласку у биоскопе, јер су у њему глумили и професионални фудбалери Боби Мур, Освалдо Ардилес, Казимиерз Дејна, Пол Ван Химст, Мајк Самерби, Халвар Торесен, Вернер Рот и Пеле. Бројни играчи Ипсвич Тауна су такође били у филму, укључујући Џона Ворка, Расела Османа, Лорија Сивел, Робина Тарнера и Кевина О'Калахана. Други играчи Ипсвич Тауна заменили су глумце у фудбалским сценама – Кевин Бити за Мајкла Кејна и Пол Купер за Силвестера Сталонеа. Јабо Јаблонски је написао сценарио и филм је уврштен на 12. Московски међународни филмски фестивал.

## Радња
Радња филма се одвија током Другог светског рата у немачком логору за ратне заробљенике у Француској. Група западних ратних заробљеника, предвођена капетаном британске војске Џоном Колбијем, који је некада играо фудбал за Вест Хем јунајтед, спрема се за егзибициони меч против немачког тима тамничара. Колби сазнаје да ће Немци ово искористити у пропагандне сврхе. Колби као капитен и тренер бира играче. Други затвореник, капетан америчке војске Роберт Хач, који је служио у канадској војсци, у почетку није укључен у тим, али убеђује Колбија да га постави за тренера, пошто Хеч мора да припреми план за бекство затвореника из логора.
Виши официри предлажу да Колби искористи меч као добар изговор за трчање, али Колби одбија, плашећи се да ће његови играчи бити погубљени. Хеч се, у међувремену, спрема да побегне, а Колбијеви надређени пристају да му помогну у замену за обавезу да у Паризу затражи помоћ француског отпора. Хеч бежи из логора и стиже у Париз. Французи су у почетку одбијали да му помогну током меча, сматрајући да је то превише опасно. Међутим, испоставило се да ће се утакмица одиграти на „Стад д Коломбе“, Француска, а Французи се слажу. Према плану, у свлачионицу играча биће прокопан тунел кроз који ће они бежати. Они убеђују Хеча да се преда Немцима како би британским високим официрима дао све информације о бекству.
Хеч се предаје, али је смештен у самицу, тако да играчи не знају да ли је план договорен. Колби захтева да Немци у апликацију укључе и Хеча, пошто је он резервни голман, а главни има сломљену руку. Колби је приморан да главном голману сломи руку да би доказао истинитост својих речи, а Немци прихватају Колбијеве услове. Затвореници могу да напусте логор само да одиграју утакмицу, а затим ће поново бити враћени у логор. Подземље је у међувремену прокопало тунел у свлачионици за паузу, а Хеч позива све да трче. Међутим, екипа одбија јер жели победу по сваку цену, иако губи резултатом 1-4 и Немци играју грубо. Луис Фернандез је тешко повређен и изнесен је са терена на носилима.
Упркос пристрасном суђењу и бруталној игри Немаца, голови Луиса Фернандеса, Карлоса Реја и Терија Брејдија доносе нерешен резултат. Хеч у последњим секундама спасава капију, сабијајући немачки пенал, а узимајући у обзир неубројани гол, Немци завршавају поражени. Затвореници су на крају побегли са стадиона, користећи превирања на терену - гледаоци истрчавају тамо, скандирајући на француском: „Победа!“

## Улоге
| Глумац            | Улога                  |
| ----------------- | ---------------------- |
| Силвестер Сталоне | Роберт Хач             |
| Мајкл Кејн        | капетан Џон Колби      |
| Макс фон Сидоу    | мајор Карл фон Штајнер |
| Пеле              | Луис Фернандес         |
| Данијел Маси      | пуковник Волдрон       |
| Тим Пигот-Смит    | мајор Роуз             |
| Морис Роуз        | капетан Пајри          |
| Гари Волдхорн     | Рајнер Милер           |
| Клајв Мерисон     | Фалсификатор           |
| Антон Дифринг     | главни Коментатор      |
| Амиду             | Андре                  |
| Беноа Феро        | Жан Пол                |
| Карол Лор         | Рене                   |